# Copa Ouro da CONCACAF de 2003
A Copa Ouro da CONCACAF de 2003 foi a 7ª edição do campeonato de futebol entre as seleções nacionais da América do Norte, Central e Caribe. Assim como na edição de 1993, Estados Unidos e México foram os países-sede. Doze países participaram do campeonato, dez seleções da CONCACAF, além de Brasil (representado por um time sub-23) e Colômbia, que participaram como convidadas.
Brasil e México disputaram a final do torneio no Estádio Azteca, na Cidade do México e empataram em 0 a 0 no tempo regulamentar. Na prorrogação o México venceu por 1 a 0, graças a regra do "gol de ouro" e conquistou quarto título.

## Primeira fase

### Grupo A
| Pais     | Pts | Jgs | V | E | D | GM | GS |
| -------- | --- | --- | - | - | - | -- | -- |
| Mexico   | 4   | 2   | 1 | 1 | 0 | 1  | 0  |
| Brasil   | 3   | 2   | 1 | 0 | 1 | 2  | 2  |
| Honduras | 1   | 2   | 0 | 1 | 1 | 1  | 2  |

| Mexico | 1 - 0 | Brasil   |
| Brasil | 2 - 1 | Honduras |
| Mexico | 0 - 0 | Honduras |

### Grupo B
| Pais      | Pts | Jgs | V | E | D | GM | GS |
| --------- | --- | --- | - | - | - | -- | -- |
| Colombia  | 4   | 2   | 1 | 1 | 0 | 2  | 1  |
| Jamaica   | 3   | 2   | 1 | 0 | 1 | 2  | 1  |
| Guatemala | 1   | 2   | 0 | 1 | 1 | 1  | 3  |

| Colombia | 1 - 0 | Jamaica   |
| Jamaica  | 2 - 0 | Guatemala |
| Colombia | 1 - 1 | Guatemala |

### Grupo C
| Pais        | Pts | Jgs | V | E | D | GM | GS |
| ----------- | --- | --- | - | - | - | -- | -- |
| EUA         | 6   | 2   | 2 | 0 | 0 | 4  | 0  |
| El Salvador | 3   | 2   | 1 | 0 | 1 | 1  | 2  |
| Martinica   | 0   | 2   | 0 | 0 | 2 | 0  | 3  |

| EUA         | 2 - 0 | El Salvador |
| EUA         | 2 - 0 | Martinica   |
| El Salvador | 1 - 0 | Martinica   |

### Grupo D
| Pais       | Pts | Jgs | V | E | D | GM | GS |
| ---------- | --- | --- | - | - | - | -- | -- |
| Costa Rica | 3   | 2   | 1 | 0 | 1 | 3  | 1  |
| Cuba       | 3   | 2   | 1 | 0 | 1 | 2  | 3  |
| Canada     | 3   | 2   | 1 | 0 | 1 | 1  | 2  |

| Canada     | 1 - 0 | Costa Rica |
| Cuba       | 2 - 0 | Canada     |
| Costa Rica | 3 - 0 | Cuba       |

## Quartas de final
| 19 de Julho, 2003 |

| EUA | 5 - 0 | Cuba |

| Costa Rica | 5 - 2 | El Salvador |

| 19 de Julho, 2003 |

| Brasil | 2 - 0 | Colombia |

| 20 de Julho, 2003 |

| Mexico | 5 - 0 | Jamaica |

## Semifinais
| 23 de Julho, 2003 |

| Brasil | 2 - 1 (AET) | EUA |

| 24 de Julho, 2003 |

| Mexico | 2 - 0 | Costa Rica |

## 3° e 4° Lugar
| 26 de Julho, 2003 |

| EUA | 3 - 2 | Costa Rica |

## Final
| 27 de Julho, 2003 |

| Mexico | 1 - 0 (AET) | Brasil |

## Melhores marcadores
4 golos
- Landon Donovan
- Walter Centeno

3 golos
- Kaká
- Jared Borgetti
- Brian McBride

2 golos
- Diego
- Steven Bryce
- Rolando Fonseca
- Erick Scott
- Lester Moré
- Daniel Osorno
- Carlos Bocanegra

1 golo
- Maicon
- Paul Stalteri
- Mauricio Molina
- Jairo Patiño
- Marvin González
- Gilberto Murgas
- Alfredo Pacheco
- Carlos Ruiz
- Julio César de León
- Onandi Lowe
- Andy Williams
- Omar Bravo
- Rafael García
- Rafael Márquez
- Juan Pablo Rodríguez
- Bobby Convey
- Eddie Lewis
- Steve Ralston
- Earnie Stewart

## Prémios
MVP
- Oswaldo Sánchez

Melhor Marcador
- Oswaldo Sánchez

Trofeu Fair Play
- Estados Unidos

Melhor 11
- G -  Gomes
- D -  Carlos Castro
- D -  Maicon
- D -  Ricardo Osorio
- D -  Mauricio Wright
- M -  Walter Centeno
- M -  Rafael Garcia
- M -  Giovanni Hernández
- A -  Jesús Arellano
- A -  Landon Donovan
- A -  Kaká

Reservas
- G -  Odelin Molina
- D -  Bobby Convey
- D -  Jaime Heilberto Rosales
- M -  Diego
- M -  Fernando Salazar
- M -  Theodore Whitmore

## Classificação final
| Team | Team        | Pts | Jgs | V | E | D | GM | GS | Dif | Perc  |
| ---- | ----------- | --- | --- | - | - | - | -- | -- | --- | ----- |
| 1    | México      | 13  | 5   | 4 | 1 | 0 | 9  | 0  | +9  | 90,0% |
| 2    | Brasil      | 9   | 5   | 3 | 0 | 2 | 6  | 4  | +2  | 60,0% |
| 3    | EUA         | 12  | 5   | 4 | 0 | 1 | 13 | 4  | +9  | 80,0% |
| 4    | Costa Rica  | 6   | 5   | 2 | 0 | 3 | 10 | 8  | +2  | 40,0% |
| 5    | Colômbia    | 4   | 3   | 1 | 1 | 1 | 2  | 3  | -1  | 50,0% |
| 6    | El Salvador | 3   | 3   | 1 | 0 | 2 | 3  | 7  | -4  | 33,3% |
| 7    | Jamaica     | 3   | 3   | 1 | 0 | 2 | 2  | 6  | -4  | 33,3% |
| 8    | Cuba        | 3   | 3   | 1 | 0 | 2 | 2  | 8  | -6  | 33,3% |
| 9    | Canadá      | 3   | 2   | 1 | 0 | 1 | 1  | 2  | -1  | 50,0% |
| 10   | Honduras    | 1   | 2   | 0 | 1 | 1 | 1  | 2  | -1  | 25,0% |
| 11   | Guatemala   | 1   | 2   | 0 | 1 | 1 | 1  | 3  | -2  | 25,0% |
| 12   | Martinica   | 0   | 2   | 0 | 0 | 2 | 0  | 3  | -3  | 00,0% |